# Hauptstrasse 285
Die Hauptstrasse 285 ist eine Hauptstrasse im Kanton Aargau in der Schweiz. Sie verbindet die Hauptstrasse 1 bei Safenwil mit der Hauptstrasse 23 in Unterkulm. Im Strassensystem des Kantons Aargau entsprechen ihre Abschnitte Teilen der Kantonsstrassen K236, K323, K208 und K237.

## Verlauf
Die Strasse beginnt im Kreisel «Köllikerstrasse-Industriering» zwischen Safenwil und Kölliken. Sie hat zuerst den Strassennamen «Industriering». Sie unterquert die Autobahn A1, passiert den Wald Ghürst und erreicht das Gebiet der Gemeinde Holziken, wo sie die Uerke überquert und wo die Hauptstrasse 285.2 als Zubringer zum Autobahnanschluss Aarau-West abzweigt. Östlich von Holziken kreuzt die Strasse die Hauptstrasse 24 («Suhrentalstrasse»). In Schöftland führt sie über eine Suhrenbrücke, kreuzt die Suhrentalbahn und trifft auf die Hauptstrasse 286. Sie durchquert das Ortszentrum zuerst als «Aarauerstrasse» und dann als «Dorfstrasse». In der Nähe der Pfarrkirche von Schöftland zweigt sie als «Ruederstrasse» von der Dorfstrasse ab, die als Hauptstrasse 287 gegen Süden weiterführt. Am östlichen Ortseingang zweigt die Hauptstrasse wieder von der Ruederstrasse ab, die als Nebenstrasse weiter in das Ruedertal hinauf führt, und steigt als «Böhlerstrasse» durch das Surtel zum Passübergang des Böhler (612 m ü. M.) hinauf, der den höchsten Punkt im Streckenprofil bildet. Auf der Wasserscheide zwischen dem Suhrental und dem Wynental erreicht sie das Gemeindegebiet von Unterkulm. Kurvenreich steigt sie an der Böhlerhalde in das Tal hinunter, durchquert dabei den Weiler Böhler und folgt dann dem Lauf des Böhlerbächleins. In Unterkulm führt sie über eine Wynabrücke und endet an der Hauptstrasse 23 in der gefährlichen Kreuzung Im Ortszentrum, bei der sich zugleich ein Bahnübergang befindet. Der Kanton Aargau plant ab 2025 die Sanierung des so genannten Böhlerknotens in Unterkulm und langfristig die Entflechtung der Verkehrsträger mit dem Bau eines Eisenbahntunnels.

## Nebenstrecken
- Hauptstrasse 285.1 Kölliken-Muhen
- Hauptstrasse 285.2 Holziken-Kreisel Hardfeld, Kreuzung mit H 285.1